# 3e régiment d'infanterie (France)
Pour les articles homonymes, voir 3e régiment d'infanterie.
Pour le régiment de la Légion étrangère, voir 3e régiment étranger d'infanterie.
Le 3e régiment d'infanterie (3e RI) est un régiment d'infanterie de l'Armée de terre française créé sous la Révolution à partir du régiment de Piémont, un régiment français d'Ancien Régime. Il est l'un des Six Grands Vieux.

## Création et différentes dénominations du régiment
Le 1er janvier 1791 : Tous les régiments prennent un nom composé du nom de leur arme avec un numéro d’ordre donné selon leur ancienneté. Le régiment de Piémont devient le 3e régiment d'infanterie de ligne ci-devant Piémont.
- 1793, amalgamé il prend le nom de 3e demi-brigade de première formation
- 1796, il est Reformé en tant que 3e demi-brigade de deuxième formation
- En 1803, il est renommé 3e régiment d’infanterie de ligne.
- 12 mai 1814, il est renommé régiment Le Dauphin pendant la Première Restauration.
- Le 20 avril 1815, pendant les Cent-Jours, il reprend son nom 3e régiment d'infanterie de ligne
- 16 juillet 1815, comme l'ensemble de l'armée napoléonienne, il est licencié à la Seconde Restauration, à  Trézée (Loir-et-Cher).
- 11 août 1815 : création de la légion de l'Allier et de la légion de la Nièvre. Incomplètes, ces 2 Légions départementales fusionnent sous le nom de légion de l'Allier et de la Nièvre.
- 23 octobre 1820, la légion de l'Allier et de la Nièvre est renommée 3e régiment d’infanterie de ligne.
- 1887, il est renommé 3e régiment d'infanterie.
- 1920, il est renommé 3e régiment d'infanterie alpine.
- 1940, il est dissous.
- 1944, il est renommé 3e régiment d'infanterie alpine.
- 1er novembre 1945, il est dissous[1].
- 1956, il est renommé 3e régiment d'infanterie.
- 1962, il est dissous.
- 1964, il est renommé 3e bataillon d'infanterie.
- 1965, il est renommé 3e régiment d'infanterie.
- 1967, il est dissous.
- 1968, il est renommé 3e régiment d'infanterie.
- 1er août 1977, dissolution du 3e régiment d'infanterie.

## Colonels et Chefs de brigade
- 1791 : colonel Jean-Antoine de Blou de Chadenac.
- 1792 : colonel Jean-Baptiste Cambios d'Audrian.
- 1793 : Chef de brigade Jean-Baptiste Salme.
- 1793 : Chef de brigade Anglebert.
- 1794 : Chef de brigade Jacques Thomas Sarrut.
- 1796 : Chef de brigade Pierre Martillière.
- 1799 : Chef de brigade Georges Mouton (blessé le 30 avril 1800).
- 1803 : colonel Laurent Schobert (blessé le 10 juin 1807 et le 6 juillet 1809).
- 1811 :  colonel Louis Ducouret (blessé le 5 février 1812 et le 31 août 1813).
- 14 octobre 1814 :  colonel Hubert Vautrin (blessé le 18 juin 1815).
- 7 septembre 1815 : Jean Muller
- 14 avril 1819 : Jean François Emmanuel Colomb-d'Arcine
- 27 novembre 1820 : marquis Henri Jean Baptiste de Marguerye
- 23 mai 1821 : Louis Florimond Fantin des Odoards
- 21 août 1823 : François Guillaume Lamoureux de La Genetière
- 28 août 1827 : lieutenant-colonel Noël Théodore Lelieure de l'Aubépin[Note 1] (par intérim)
- 21 octobre 1827 : Marie René Charles Marc Antoine d'Autane
- 7 mars 1830 :  colonel Jean Pierre François Dieudonné Roussel.
- 20 juin 1834 : François Michel Brayer
- 31 mars 1848 : Jean-Baptiste Pierre Marie Cœur.
- 4 décembre 1850 : François Claude Chapuis
- 26 décembre 1853 :  colonel (**) Auguste Alexandre Ducrot.
- 15 février 1856 : Domparsio Nicolaï
- 16 décembre 1865 : colonel Jean Théodore François Champion.
- 20 avril 1871 : lieutenant-colonel Gillet
- 8 juin 1871 : colonel Koch
- 14 décembre 1871 : Edmond Pierre Jean Claire Barthélémy Rode
- 17 novembre 1876 : Joseph Gabriel Bellarigue
- 19 décembre 1882 : Charles Lowenski Fisson Jaubert d'Aubry de Puymorin
- 7 mai 1888 : Pierre Nicolas Auguste Alfred Mairot
- 27 octobre 1890 : Adhémar Passérieu.
- 1903-1905 : colonel Paul Louis Durand.
- août-novembre 1914 : lieutenant-colonel Dulys[2].
- décembre 1914 - novembre 1916 : lieutenant-colonel Drouin[2].
- novembre 1916 - avril 1917 : lieutenant-colonel Hardy (il sera tué le 13 avril 1917)[2].
- avril -septembre 1917 : lieutenant-colonel Oherne[2].
- septembre 1917 - novembre 1918 : lieutenant-colonel Petitjean-Roger[2] (blessé le 21 septembre 1918[3]).
- 9 juin 1921 - 15 juin 1926 : colonel Henry  Bourdeau.
- 1939, colonel Durand[1].
- octobre 1939, colonel Mauris[1].
- 13 juin 1940, commandant Truttman[1].

### Ancien Régime

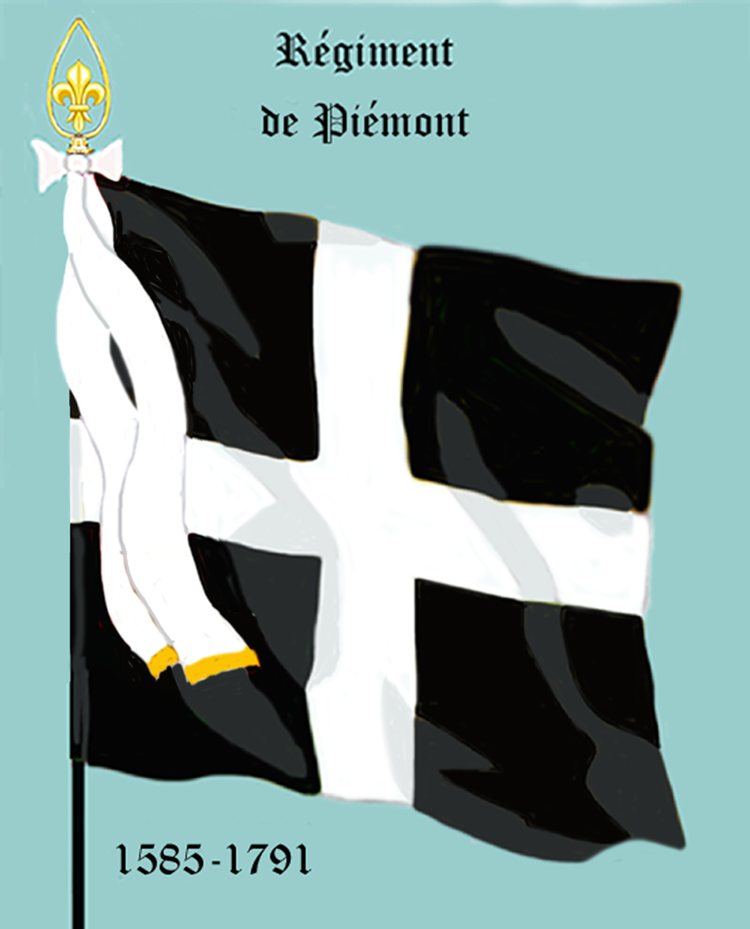
Drapeau du régiment du Piémont de 1585 à 1791

## Historique des garnisons, combats et bataille

### Révolution et Empire

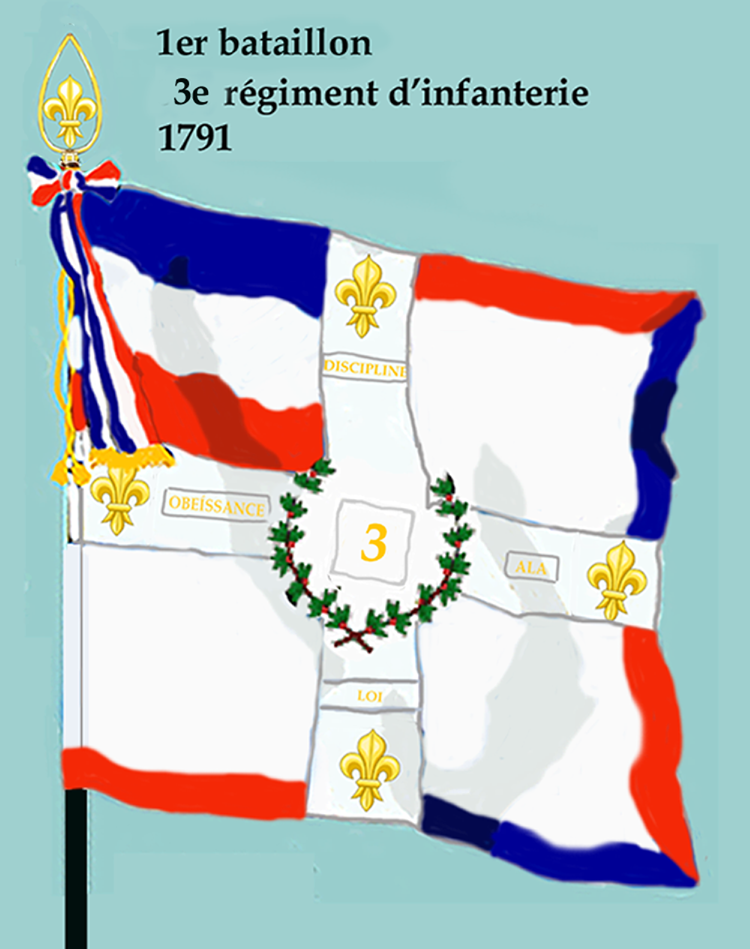
Drapeau du 1er bataillon du 3e régiment d'infanterie de ligne de 1791 à 1793
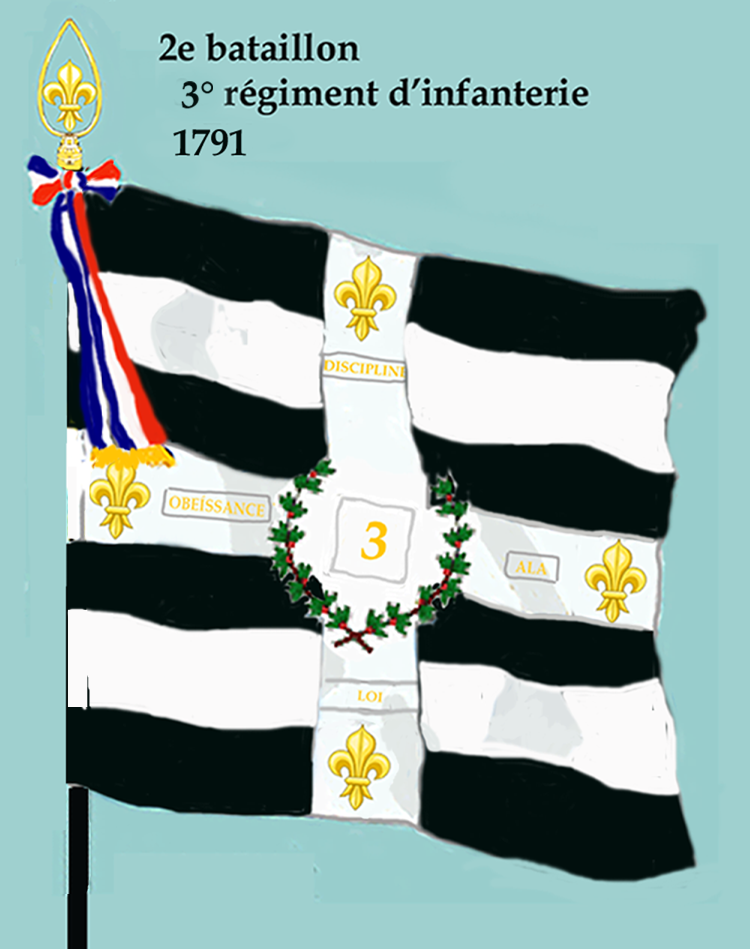
Drapeau du 2e bataillon du 3e régiment d'infanterie de ligne de 1791 à 1793

En 1792, à la bataille de Jemappes

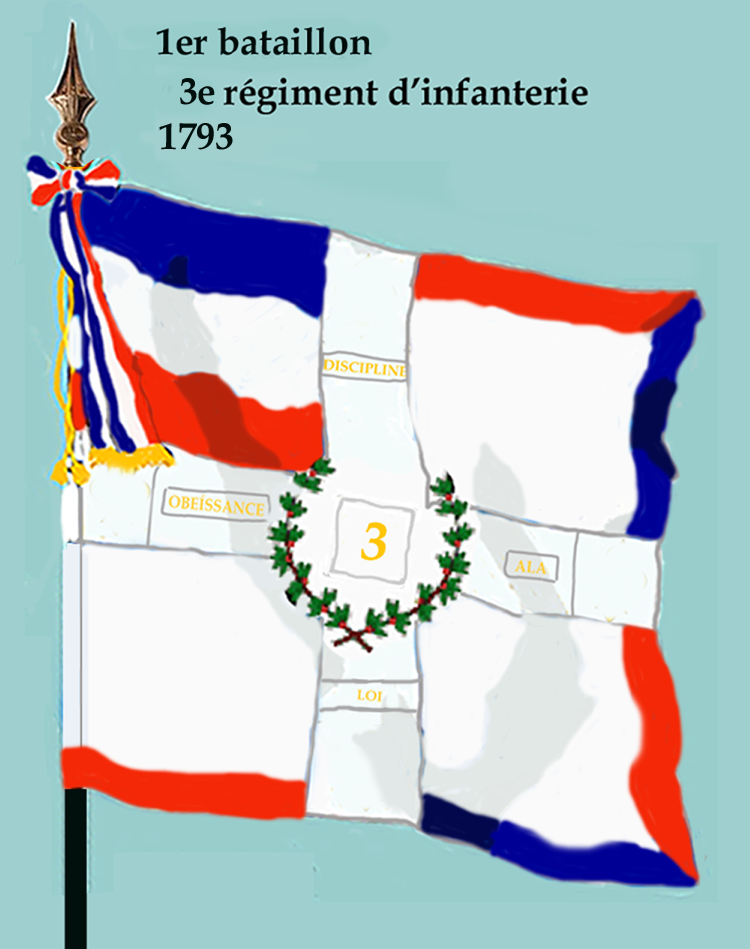
Drapeau du 1er bataillon du 3e régiment d'infanterie de ligne de 1793 à 1804
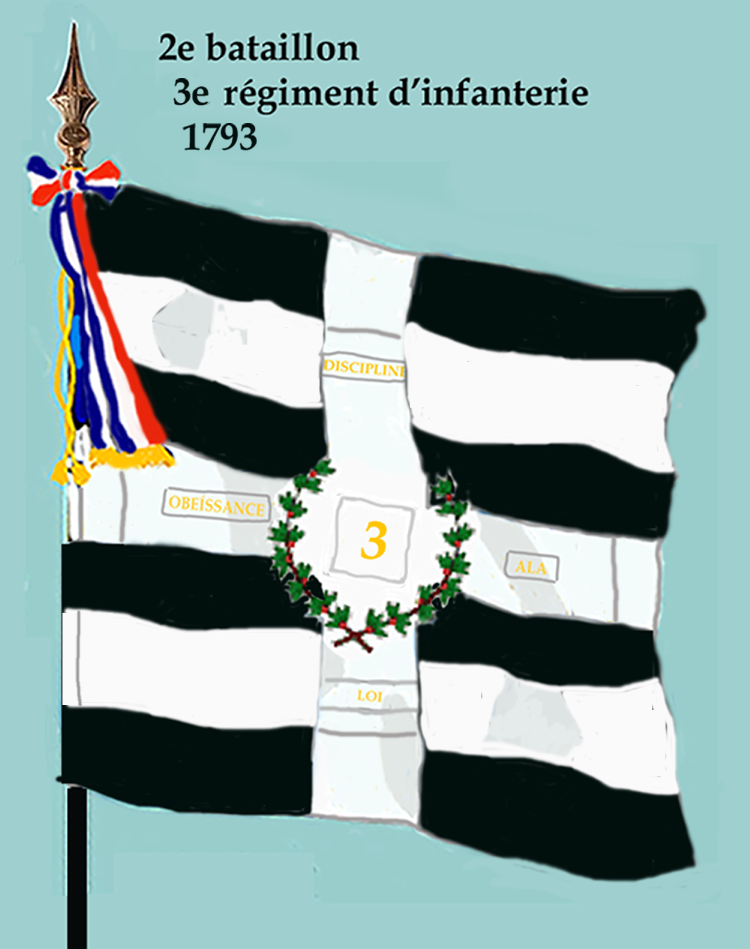
Drapeau du 2e bataillon du 3e régiment d'infanterie de ligne de 1793 à 1804

En 1793, Weitbruck. Le 26 décembre : 2e bataille de Wissembourg
Lors du premier amalgame, création de la 3e demi-brigade de première formation, formée des 1er bataillon du 2e régiment d'infanterie (ci-devant Picardie); 5e bataillon de volontaires de l'Aisne ; 5e bataillon de volontaires de la Côte-d'Or également appelé 18e bataillon de volontaires des Réserves
En 1794, Armée du Nord
En 1796, Armée de Rhin-et-Moselle division Laborde avec la 38e demi-brigade et le 21e régiment de cavalerie.
Il est réformé en tant que 3e demi-brigade de deuxième formation avec les 91e demi-brigade de première formation (2e bataillon du 46e régiment d'infanterie (ci-devant Bretagne), 1er bataillon de volontaires du Jura et  1er bataillon de volontaires de l'Ain) ; 127e demi-brigade de première formation (1er bataillon du 68e régiment d'infanterie (ci-devant Beauce), 2e bataillon de volontaires du Haut-Rhin et 3e bataillon de volontaires de la Haute-Marne)
En 1798, armée d'Helvétie
En 1799, armée d'Italie
En 1800, défense de Gênes et La Verriera
En 1803, au camp de Saint-Omer, au sein de la Grande Armée, il absorbe la 83e demi-brigade d'infanterie de ligne et passe ainsi de 2 à 4 bataillons.

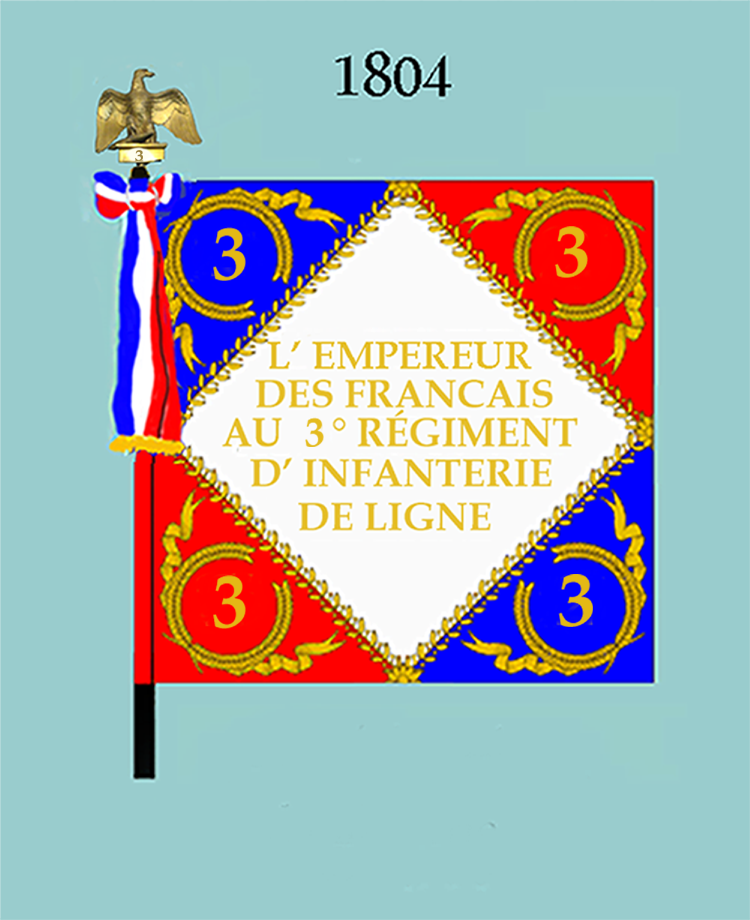
Drapeau modèle de 1804 (avers)
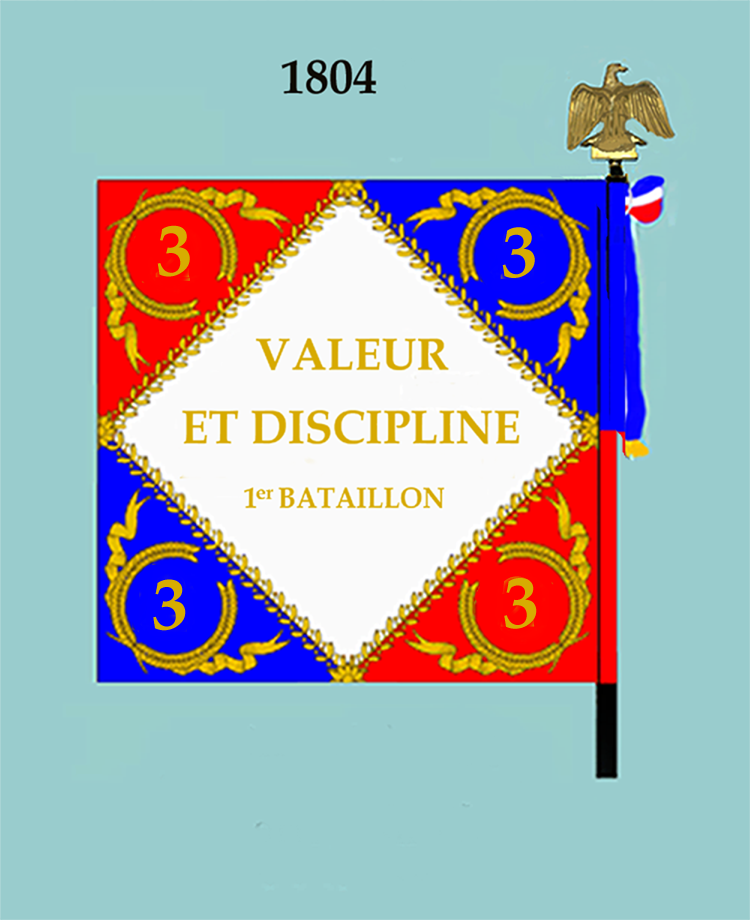
Drapeau modèle de 1804 (revers)

En 1805, il est intégré dans la 3e division du général Legrand du 4e corps d'armée du maréchal Soult de la Grande Armée : le 27 août , il arrive à Vienne ; le 16 novembre , à Hollabrunn ; le 2 décembre 1805, engagé dans la bataille d'Austerlitz, il est chargé de défendre le village de Telnitz et perdra 432 tués ou blessés et 102 prisonniers.
En février 1806, il part vers la Bavière, cantonnement à Braunau.
En 1807, le 6 mars, il part vers la Vistule, avec pour effectif : 60 officiers, 2 843 soldats. En outre, le 4e bataillon reste en cantonnement à Strasbourg (6 officiers et 604 hommes) et 1 détachement de 137 hommes est laissé à Berlin. Le 10 juin : bataille d'Heilsberg. Le 14 juin : bataille de Friedland (1508 tués).
Cantonnement à Dantzig.
Le 11 novembre, il part de Dantzig.
En 1808, le 3e comprend à ce moment : 3 bataillons, 88 officiers, 2 179 hommes - cantonnement à Prentziow
En 1809, le 19 avril, Thann ; le 21 avril : Schierling, Eckmühl (21 et 22 avril); le 20-22 mai : Essling ; le 5-6 juillet : Wagram.
En 1810, il revient à Paris et est réorganisé sur le modèle à cinq bataillons :  un état-major et cinq bataillons, chacun d'eux a une compagnie de grenadiers, une compagnie de voltigeurs et quatre compagnies de fusiliers. Le 5e bataillon reste en dépôt.
En 1811, grenadiers et voltigeurs partent en Espagne.

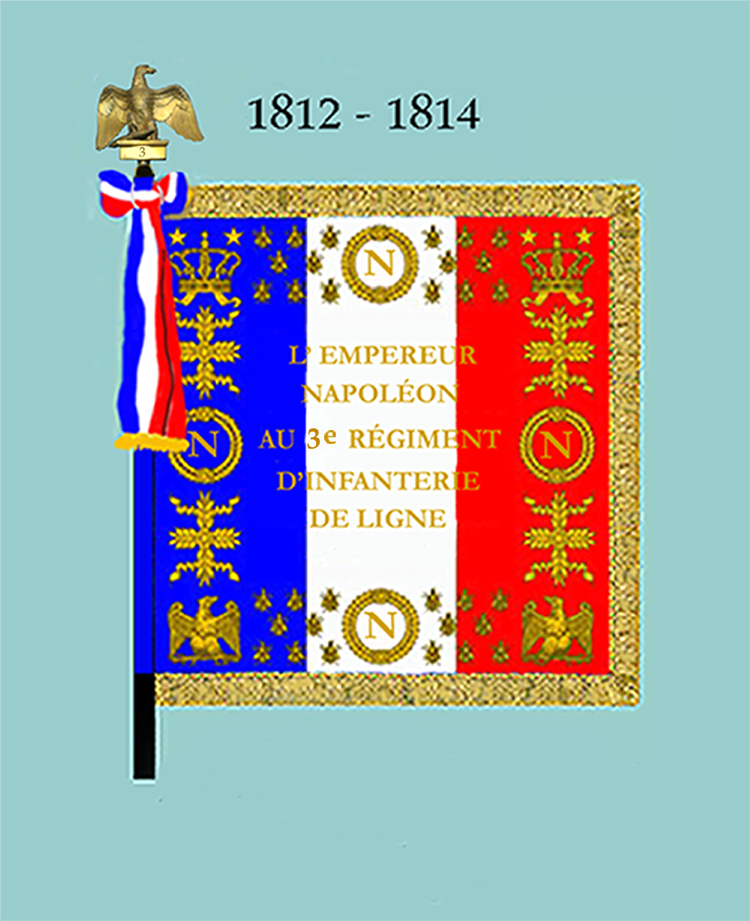
Drapeau modèle de 1812 (avers)

En 1812, Sanguessa et Bilbao.
En 1813, Bidassoa, Nivelle et Bayonne.
Du 1er mai 1813 à avril 1814, campagne d'Allemagne. 50e division d’infanterie du général Vichéry, 13e corps d’armée du maréchal Davout.
Le 16 septembre, bataille de Ghorde (Ghörde en allemand) (500 tués ou blessés).
En décembre 1813, Campagne de France jusqu'au 28 mars 1814 dans la division du général Rottembourg, 7e corps du général Oudinot.
Le 14 février 1814, Bataille de Vauchamps . Le 17 février, combat de Provins. Le 27 février, Bar-sur-Aube. Les 20-21 mars, Arcis-sur-Aube

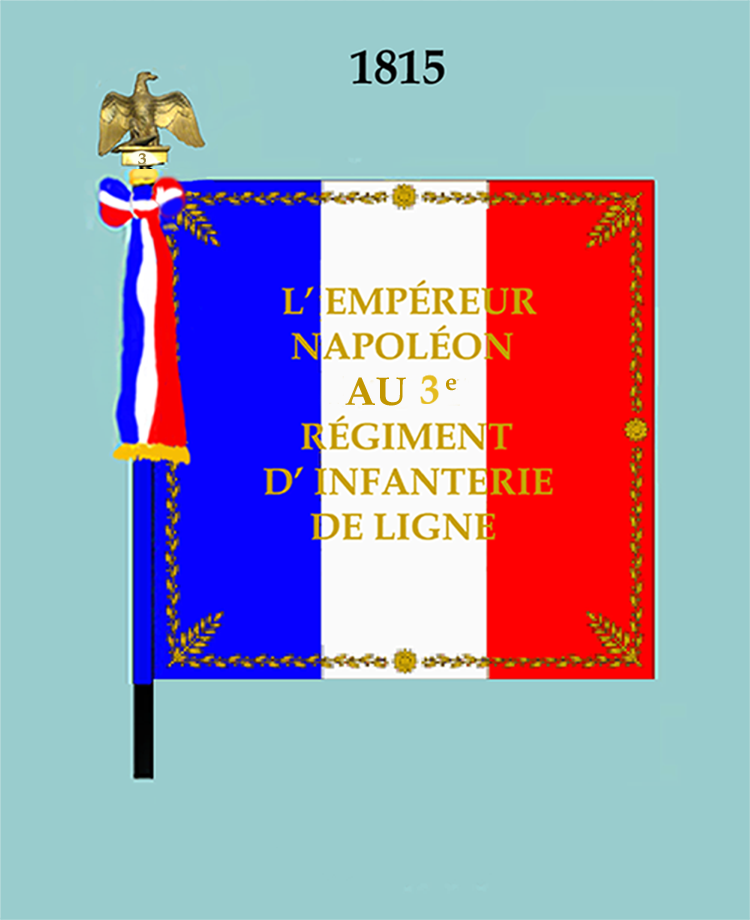
Drapeau modèle de 1815 (avers)

En 1815, le 3e fait partie du 2e corps d'armée de l'armée du Nord du lieutenant général Reille, 6e division du lieutenant général prince Jérôme Bonaparte. (28 mai, de 42 officiers et 1,105 hommes, il ne comptait plus, le 24 juin, que 21 officiers et 292 hommes - Bourgue p. 327). Le 16 juin, Quatre-Bras ; le 17 juin, Gentinnes ; le 18 juin, Waterloo (pertes : 25 officiers; 5 tués, 20 blessés - Martinien p. 123).
Après la seconde abdication de l'Empereur, Louis XVIII réorganise de l'armée de manière à rompre avec l'héritage politico-militaire du Premier Empire.
A cet effet une ordonnance du 16 juillet 1815 licencie l'ensemble des unités militaires françaises.

### Légion de l'Allier (1815-1820)
Par ordonnance du 11 août 1815, Louis XVIII crée les légions départementales. La Légion de l'Allier, qui deviendra le 3e régiment d'infanterie de ligne en 1820, est créée à Moulins avec le fonds du 63e régiment d'infanterie de l'Empire et avec des engagés volontaires.

### 1820 à 1852

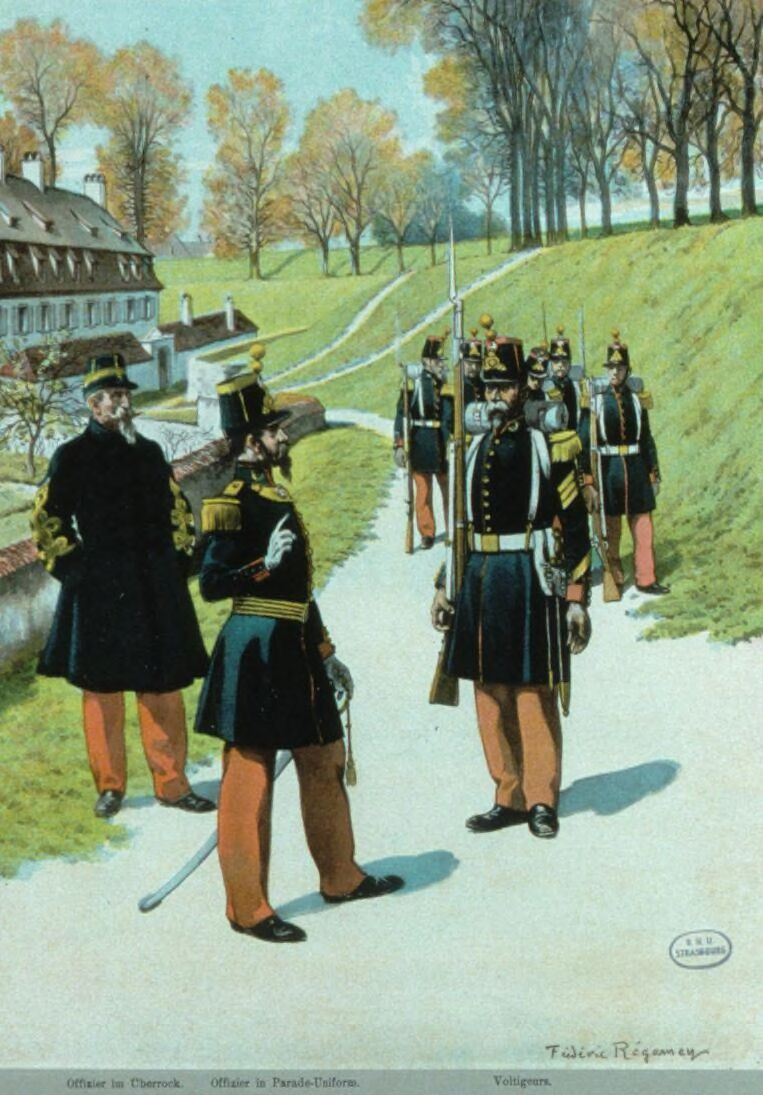
Le 3e régiment d'infanterie de ligne à Wissembourg en 1846, dessin de Frédéric Régamey.

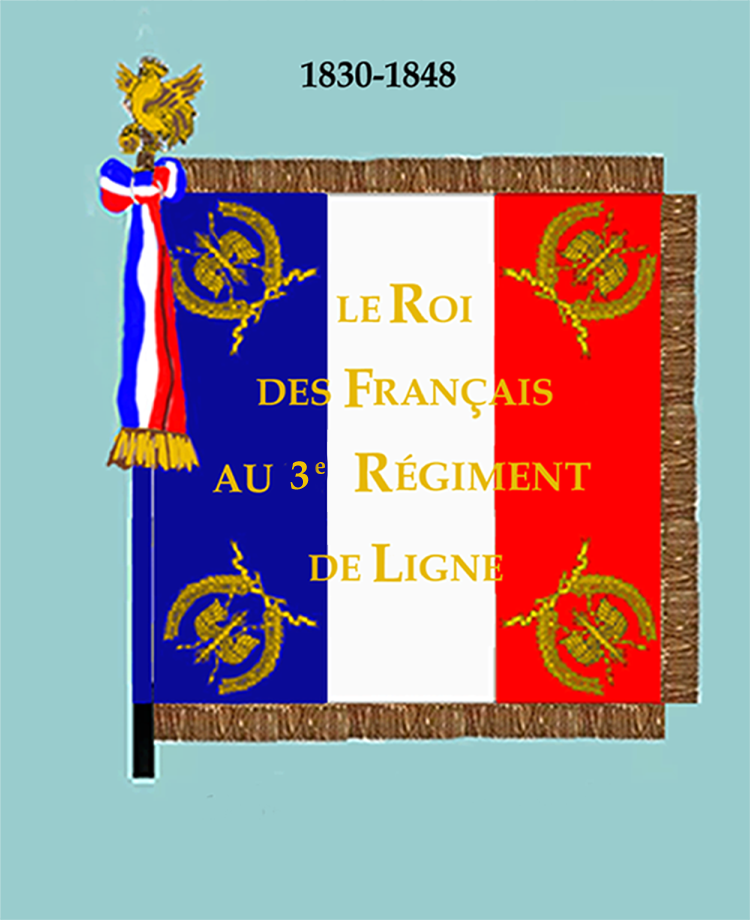
Drapeau de 1830 à 1848 (avers)

En 1830, il participe à la conquête de l'Algérie par la France. Le 14 juin, Débarquement à Sidi Ferruch ; le 19 juin : Bataille de Staoueli, du 24 au 29 juin, Combats de Dely-Ibrahim et de Sidi Khalef ; du 30 juin au 5 juillet, siège et prise d'Alger ; le 3 décembre, il rentre en France.
En 1830, une ordonnance du 18 septembre créé le 4e bataillon et porte le régiment, complet, à 3 000 hommes.
En juin 1832, il participe à la répression de l'insurrection républicaine à Paris
En 1849, armée des Alpes.En 1850, le régiment est en garnison à Paris et son dépôt est à Cambrai.

### Second Empire

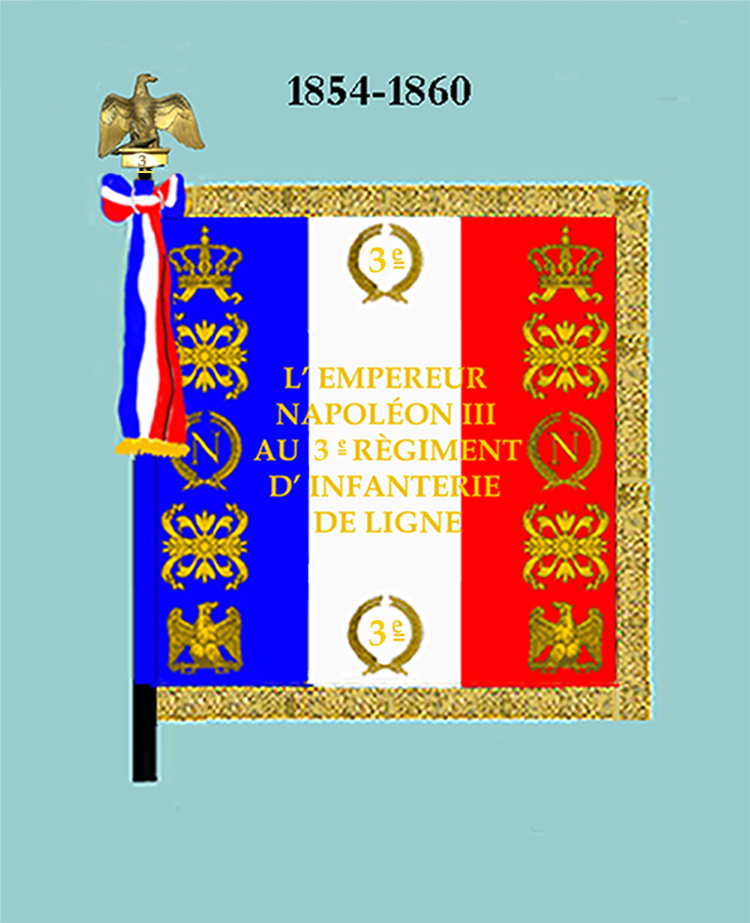
Drapeau de 1854 à 1860 (avers)

En 1854, Bataille de Bomarsund.
Par décret du 2 mai 1859 le 3e régiment d'infanterie fournit 1 compagnie pour former le 
En 1864, Colonne sur Laghouat.
Guerre franco-allemande de 1870
Le 6 août 1870, Bataille de Frœschwiller
Le 17 août 1870, le 3e régiment d'infanterie fait partie de l’armée de Châlons.
Avec le 17e bataillon de chasseurs du commandant Merchier et le 21e régiment d'infanterie du colonel Morand, le 3e RI forme la 1re brigade aux ordres du général Nicolaï. Cette 1re brigade avec la 2e brigade du général Maire, deux batteries de 4 et une de mitrailleuses, une compagnie du génie constituent la 1re division d’infanterie commandée par le général de division Conseil-Dumesnil. Cette division d'infanterie évolue au sein du 7e corps d’armée ayant pour commandant en chef le général de division Douay.
Du 23 au 26 août 1870 : Marche vers l'est
Le 30 août 1870 : Bataille de Beaumont
Le 31 août 1870 : Bataille de Sedan
Le 1er septembre, un groupe de 17 officiers et de 1 069 hommes se retire sur Mézières et forme un bataillon de marche.
Le 24 novembre 1870 les compagnies de marche du 3e régiment d'infanterie de ligne qui composaient le 44e régiment de marche sont engagées dans les  combats de Chilleurs, Ladon, Boiscommun, Neuville-aux-Bois et Maizières dans le Loiret.
Le 2 décembre : Formation à Mézières de 2 bataillons provisoires du 3e régiment d'infanterie de ligne à 5 compagnies. Ces 2 bataillons font partie de la colonne volante du Nord-Est puis ils concourent à la formation du 73e régiment de marche formé à Masnières près de Cambrai.
Le 9 janvier 1871, les compagnies de marche du 3e régiment d'infanterie de ligne qui composent le 44e régiment de marche sont engagées dans la bataille de Villersexel.

### 1870 à 1914
En garnison à Grenoble en 1870, il est commandé par le colonel Jean Théodore François Champion.
En garnison à Nîmes en 1875, il est alors commandé par le colonel Rode.
En garnison en Corse en 1876, il est commandé par le colonel Gabriel Bellegarrigue de 1876 à 1882.
Il stationne ensuite à Cambrai en 1880.

### Première Guerre mondiale

#### Affectation
En 1914, il est en casernement à Digne et Hyères 58e brigade d'infanterie de la 29e division d'infanterie (DI), 15e corps d'armée.
Constitution en 1914 : 3 bataillons. À la 29e DI d'août 1914 à novembre 1918.

#### 1914

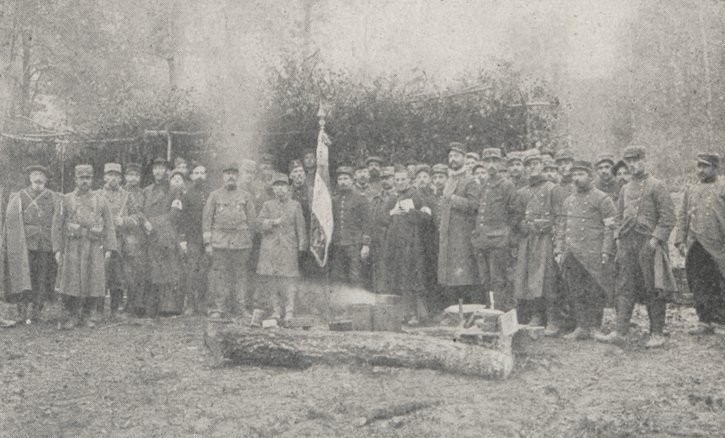
Le colonel et le drapeau du 3e RI dans l'Argonne en octobre 1914.

Combat de Morhange : Dieuze (20 août).
Victoires de Lorraine : Lamath (28 août) et Xermanénil (29 août).
Bataille de la Woëvre et des Hauts de Meuse : Apremont (26-28 septembre), bois des Forges (28 et 29 octobre).

#### 1915
Première bataille de Champagne. Offensive d'Argonne : Vauquois

#### 1916
Bataille de Verdun : Bois de Malancourt, Mamelon d'Haucourt.

#### 1917
Belgique : Nieuport (janvier à juin), Bixshoote (12 septembre) et Langemarck (6 octobre).

#### 1918

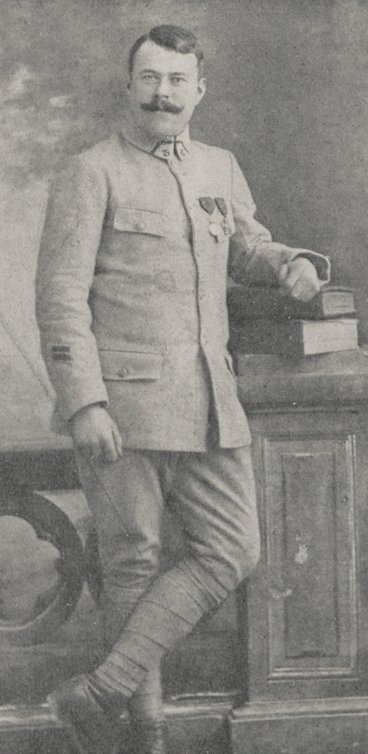
Portait du caporal Sividre, qui a fait prisonnier vingt-deux soldats allemands et leur officier à Laffaux le 26 septembre 1918.

Bataille de la Somme : Luce, Bois Sénécat (Hailles), Hangard, plateau de Laffaux, Craonne.

#### Pertes
Pendant la guerre, le régiment déplore 966 tués. 106 officiers et 4 844 soldats et sous-officiers ont été blessés.

### Entre-deux-guerres

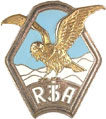
Insigne régimentaire du 3e RIA

Le régiment devient régiment d'infanterie alpine dans les années 1920. Caserné à Hyères, il est rattaché à la 57e brigade d'infanterie alpine de la 29e division d'infanterie.

### Seconde Guerre mondiale
Régiment d'active, il est mis sur pied par le centre mobilisateur d'infanterie 153 de Hyères. Il appartient à la 29e division d'infanterie alpine et il est envoyé avec sa division vers la Haute-Marne en novembre. Il rejoint la Lorraine en janvier 1940 puis la Haute-Saône en avril.
Le régiment combat dans l'Oise du 19 au 26 mai 1940 puis dans la Somme jusqu'au 7 juin. Il se replie progressivement jusqu'à la Loire et se trouve à Aix-en-Diois (Drôme) au moment de l'armistice.
Le régiment est recréé le 1er mars 1945 à partir de trois bataillons FFI du groupement alpin sud. En avril, il participe à la bataille de l'Authion avec la 1re division française libre faisant 155 prisonniers et perdant 76 hommes. Le 1er novembre 1945, le régiment est dissous.

### De 1956 à nos jours
Reconstitué en 1956, il participe à la guerre d'Algérie.
Au cessez-le-feu du 19 mars 1962 en Algérie, le 3e RIA crée comme 91 autres régiments, les 114 unités de la Force Locale. (Accords d’Évian du 18 mars 1962) Le 3e R.I.A forme deux unités de la Force locale de l'ordre Algérienne, la 497e et la 498°UFL-UFO, composé de 10 % de militaires métropolitains et de 90 % de militaires musulmans, qui pendant la période transitoire devait être au service de l'exécutif provisoire algérien, jusqu'à l'indépendance de l'Algérie.
Il est dissous en 1962. Il est reconstitué en 1964 sous le nom de 3e bataillon d'infanterie en 1965, il est renommé 3e régiment d'infanterie, il est dissous en 1967. Il est reconstitué le 1er juillet 1968 par dédoublement du 129e RI dans le cadre de la réorganisation des Forces de manœuvre.
En garnison à Radolfzell, petite ville allemande sur la rive ouest du lac de Constance (Konstanz), le régiment fait partie de la 13e brigade motorisée de la 3e division commandée par le général de brigade Duchatel et du colonel Renault commandant le 3e RI.
Sur le plan militaire, une compagnie de combat du 3e RI (1re compagnie) est jumelée avec une compagnie du 102. Jäger Bataillon (Bataillon de chasseurs) allemand stationné à Bayreuth.
Le 13 décembre 1976, ce régiment a reçu la visite du général Henry, inspecteur de l'infanterie, dont il a paraphé le livre d'or en témoignage d'estime et de confiance, avec l'espoir que Piemont revive comme il l'a toujours fait dans le passé[réf. nécessaire].
Le 3e régiment d'infanterie est dissous le 1er août 1977. L'un des quatre plus vieux régiments de France a tourné une page de son histoire.
À partir de 1978 sur le camp national des Garrigues à Nîmes, le 3e régiment d'infanterie est reconstitué comme régiment de manœuvre et d'expérimentation de l'École d'application d'infanterie de Montpellier et régiment d'infanterie mécanisé de la 14e division légère blindée, unité non permanente générée par les écoles militaires en cas de mobilisation générale.
Il est dissous le 30 juin 1999.

## Drapeau
Il porte, cousues en lettres d'or dans ses plis, les inscriptions suivantes, :

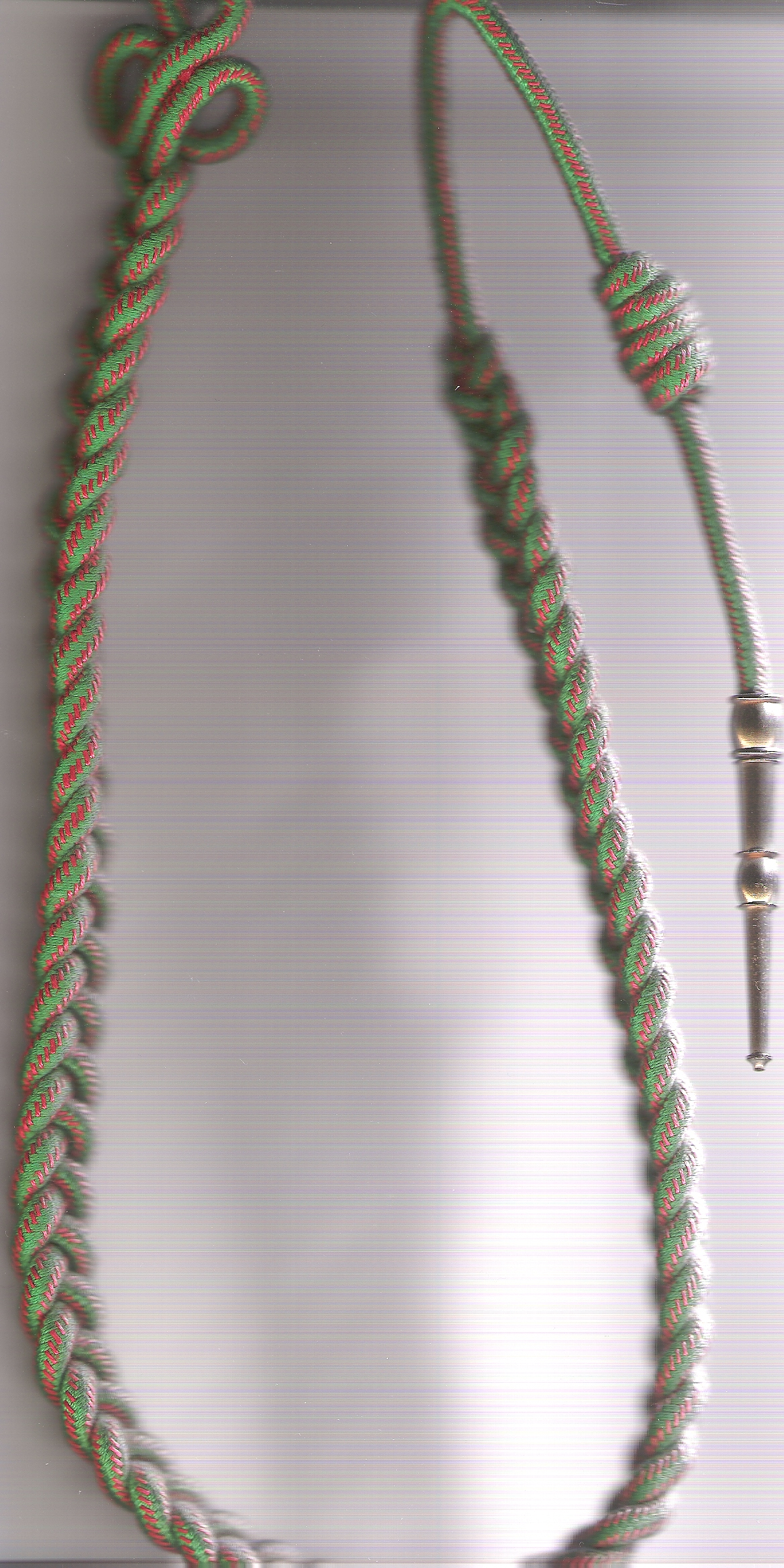
fourragère aux couleurs du ruban de la croix de guerre 1914-1918

- Gênes 1800
- Austerlitz 1805
- Wagram 1809
- Bomarsund 1854
- Verdun 1916
- Vauxaillon 1918
- Thiérache 1918
- Authion 1945
- AFN 1952-1962

## Décorations
Sa cravate est décorée de la Croix de guerre 1914-1918 avec deux citations à l'ordre de l'armée.

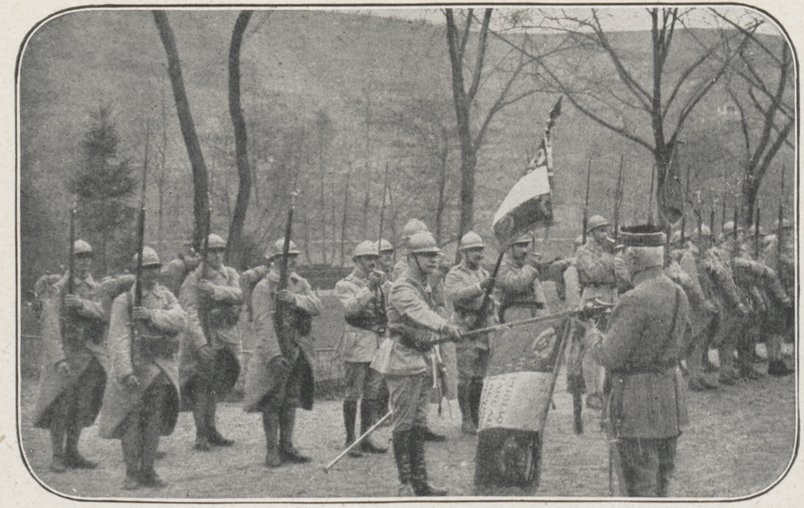
Remise de la fourragère au drapeau du 3e RI, le 17 avril 1919.

Le régiment est cité à l'ordre de la 10e armée le 1er novembre 1918 et à l'ordre de la 3e armée le 18 janvier 1919. Le 17 avril 1919, à Bad Kreuznach, le général Fayolle remet au drapeau du 3e RI la fourragère aux couleurs du ruban de la Croix de guerre 1914-1918.

## Traditions
La devise du régiment est : Résolus de crever plutôt que de ne pas tenir bon.
Le refrain régimentaire tient en deux phrases :
À boire, à boire, nous avons le gosier dans les talons.
À boire, à boire, la cantinière et du bon !
Le chant de marche du 3e régiment d'infanterie est La Piémontaise.

## Personnalités ayant servi au3eRI
- Jean Théodore François Champion (1812-1889) alors sous-lieutenant
- Frédéric Charpin (1883-1914), journaliste, y fait son service militaire de 1904 à 1905. Son nom est inscrit au Panthéon parmi les 560 écrivains morts au combat pendant la Première Guerre mondiale.
- Pierre Coste (1767-1834), soldat dans le régiment de Piémont-Infanterie le 9 mars 1783.
- Ambroise Fleury (1789-1857), d'abord soldat, il gravit les échelons pour devenir sous-lieutenant. Il devient ensuite architecte et maire de Rouen.
- Henri Frenay, fondateur du mouvement de résistance Combat.
- Régis Barthélemy Mouton-Duvernet, chef de bataillon

### Pierre Nicolas Auguste Alfred Mairot
Pierre Nicolas Auguste Alfred Mairot est né le 6 octobre 1836, à Rans dans le département du Jura.
Élève à l'Ecole spéciale militaire le 12 novembre 1854 il est sous-lieutenant au 43e bataillon de chasseurs à pied le 1er octobre 1856 et est envoyé en Algérie le 29 novembre 1857. Promu lieutenant au 19e bataillon de chasseurs à pied le 13 août 1863, capitaine le 10 août 1868 il rentre en France le 7 novembre 1868. Durant son séjour, il subit une contusion légère à la cuisse droite, suite d'un coup de feu à l'attaque du cap Aokas et est fait Chevalier de la Légion d'honneur le 7 juin 1865. 
 Il participe à la guerre contre l'Allemagne, il est en captivité du 28 octobre 1870 au 11 avril 1871.
 
Le 2 mai 1875, il retourne en Afrique du Nord, et est nommé puis chef de bataillon au 115e régiment d'infanterie le 12 mai 1875 et passe au 9e bataillon de chasseurs à pied le 28 juillet 1876. Revenu en métropole le 24 octobre 1880, il est fait officier de la Légion d'honneur le 18 janvier 1881.
Il devient lieutenant-colonel au 19e régiment d'infanterie, le 2 mai 1884 puis au 27e régiment d'infanterie le 13 janvier 1887 avant d'être promu colonel du 3e régiment d'infanterie le 9 mai 1888. Le 11 novembre 1889 il est commandeur de l'ordre du Nichan Iftikhar.

### Charles Lowenski Fisson Jaubert d'Aubry de Puymorin
Charles Lowenski Fisson Jaubert d'Aubry de Puymorin, est né le 22 mai 1832, à Coutras dans le département de la Gironde.
Élève à l'École spéciale militaire le 6 novembre 1852, il est sous-lieutenant au 3e régiment d'infanterie légère le 1er octobre 1854. Passé au 78e de ligne le 1erjanvier 1855, il rejoint le 2e régiment de grenadiers de la garde impériale le 18 août 1857 et y devient lieutenant le 27 décembre 1858 et participe à la campagne d'Italie en 1859 à l'issue de laquelle il reçoit la médaille d'Italie.
 Promu capitaine au 58e régiment d'infanterie le 13 août 1863, il passe au 3e régiment de zouaves le 3 mai 1865 avec lequel il est engagé en Algérie du 26 mai 1865 au 15 août 1866, à l'expédition du Mexique du 16 août 1866 au 14 avril 1867, ou il reçoit la médaille du Mexique, et de nouveau en Afrique du Nord du 15 avril 1867 au 17 juillet 1870  ou il est promu capitaine adjudant-major le 15 novembre 1869. Rentré en métropole, il devient chef de bataillon du 3e zouaves le 20 août 1870 avec lequel il participe à la guerre franco-allemande de 1870 et est fait prisonnier du 2 septembre 1870 au 1er juin 1871 après la bataille de Sedan.
Revenu de captivité, il est envoyé en Algérie le 2 juin 1871 et il est fait chevalier de la Légion d'honneur le 8 août de la même année. Le 25 septembre 1873 il est promu au 25e régiment d'infanterie et, le 9 octobre de la même année, il rentre en métropole. Il devient lieutenant-colonel au 16e régiment d'infanterie le 12 juin 1878 puis colonel au 3e régiment d'infanterie le 29 décembre 1882. Commandeur de l'ordre du Nichan Iftikhar le 14 juillet 1882, il est officier d'académie le 1er janvier 1883, et est nommé officier de la Légion d'honneur le 29 décembre 1887, avant de devenir général de brigade le 5 mai 1888.
Il meurt le 13 juin 1910 à Aix-en-Provence à l'âge de 78 ans.

### Joseph Gabriel Bellarigue
Joseph Gabriel Bellarigue est né à Astaffort, dans le département de Lot-et-Garonne, le 12 octobre 1827.
Élève à l'École spéciale militaire le 27 novembre 1844, il est sous-lieutenant au 53e régiment d'infanterie le 1er octobre 1846, avec lequel il se trouve en Algérie du 10 janvier au 14 mai 1848.
 Revenu en France, il participe à l'expédition de Rome du 14 octobre 1850 au 1er juillet 1851 durant laquelle il est promu lieutenant le 28 septembre 1850. 
Devenu capitaine le 21 septembre 1854, puis adjudant- major le 30 mars 1855, il participe à la campagne d'Italie du 1er mai 1859 au 17 avril 1860 à l'issue de laquelle il reçoit a reçu la médaille d'Italie et
est fait chevalier de la Légion d'honneur le 25 juin 1859
Chef de bataillon au 58e régiment d'infanterie le 16 janvier 1864, il participe à la guerre franco-allemande de 1870 et est fait prisonnier du 2 septembre 1870 au 7 avril 1871, après la bataille de Sedan durant laquelle il est blessé, le 1er septembre 1870, d'un éclat d'obus à la partie droite du nez depuis le coin de l'œil jusqu'à la narine.
Promu lieutenant-colonel au 91e régiment d'infanterie le 23 novembre 1871, il est passé le même jour au 8e régiment d'infanterie avant de rejoindre le 123e régiment d'infanterie le 14 mai 1872, et le 90e régiment d'infanterie le 1er mai 1873. Il est nommé colonel du 3e régiment d'infanterie le 17 novembre 1876, fait officier de la Légion d'honneur le 12 juillet 1880 et promu général de brigade le 29 décembre 1882.

### Edmond Pierre Jean Claire Barthélémy Rode
Edmond Pierre Jean Claire Barthélémy Rode est né le 14 septembre 1816 à Berlin alors en Prusse.
Engagé comme soldat au 53e régiment d'infanterie de ligne, le 28 décembre 1840. À partir du 12 mars 1841, il se trouve en Algérie et il passe caporal-fourrier le 1er juillet 1841, sergent-fourrier le 16 novembre 1841, sergent le 1er février 1842, et sergent-major le 16 novembre 1842. Il devient sous-lieutenant au 20e régiment d'infanterie de ligne le 22 décembre 1845, lieutenant le 1er mars 1849, capitaine le 30 novembre 1851, capitaine adjudant-major le 30 mars 1855 après être revenu en métropole le 5 avril 1854. Durant cette période il reçoit 2 blessures : une par un coup de feu à la verge, le 15 novembre 1845, dans un combat contre les Arabes près Orléansville et l'autre par un coup de feu à la cuisse droite, le 22 juillet 1851, chez les Beni-Mislen et fait chevalier de la Légion d'honneur, le 10 novembre 1851. Du 6 avril 1854 au 16 mai 1855, il participe guerre de Crimée et reçoit la médaille de Crimée. Après avoir été fait chevalier de Saint-Ferdinand d'Espagne, le 30 mars 1861, il est promu chef de bataillon au 72e régiment d'infanterie de ligne le 12 août 1861, puis il passe au 2e régiment de grenadiers de la garde le 12 août 1864, puis, au 2e régiment de voltigeurs le 16 novembre 1866, et de nouveau au 2e régiment de grenadiers le 18 juillet 1866. Fait officier de la Légion d'honneur le 30 novembre 1865, il est promu lieutenant-colonel au 40e régiment d'infanterie de ligne le 22 décembre 1868, avec lequel il est engagé dans la guerre franco-allemande de 1870 durant laquelle il reçoit un coup de feu entre les deux épaules ayant déterminé un séton sur une longueur de 25 cm, le 6 août 1870, durant la bataille de Spickeren. Il est cité à l'ordre général de l'armée du Rhin pour sa belle conduite durant ce combat. Il est promu colonel du 3e régiment d'infanterie le 14 décembre 1871 jusqu'en 18 septembre 1876, date à laquelle il prend sa retraite.
Il meurt à Nîmes le 25 juillet 1883 à l'âge de 66 ans.

### Domparsio Nicolaï
Domparsio Nicolaï est né le 24 décembre 1814 à La Porta en Corse.
Entré au service à l'École spéciale militaire de Saint-Cyr, le 16 décembre 1832 comme élève, il est nommé sous-lieutenant au 24e de ligne le 20 avril 1835, lieutenant le 5 mai 1839, et il se trouve en Algérie, du 3 avril 1837 au 19 décembre 1837.
 Il devient lieutenant au 2e régiment d'infanterie de marine le 1er juin 1839 et capitaine le 22 juin 1841. Le 1er février 1843 il est muté comme capitaine au 1er régiment d'infanterie de marine puis chef de bataillon le 24 novembre 1847 et est envoyé en Océanie, du 3 mars 1843 au 14 juillet 1851. Il est cité à l'ordre du jour par le Gouverneur des Établissements français de l'Océanie pour sa conduite au combat de Mahaena, le 17 avril 1844 et est fait chevalier de la Légion d'honneur le 8 janvier 1845.
Revenu en métropole, il passe lieutenant-colonel au 3e régiment d'infanterie le 19 février 1853, et retourne en Afrique du Nord, du 16 mars 1854 au 28 mars 1864 ou il est promu colonel du 3e régiment d'infanterie de ligne le 16 février 1856. 
Fait officier de la Légion d'honneur en 1859 puis commandeur de la Légion d'honneur le 27 décembre 1861, il devient général de brigade le 16 décembre 1865, et est fait chevalier de 2e classe de Sainte-Anne de Russie, le 23 janvier 1866. 
Il participe à la guerre franco-allemande de 1870 à la tête de la 1re brigade de la 1re division d'infanterie du 7e corps d'armée de l'armée du Rhin avec laquelle il est fait prisonnier de guerre le 6 août 1870 après la bataille de Frœschwiller-Wœrth.

Rentré en France le 13 mars 1871, il prend sa retraite en 1878 et décède à Avignon le 9 avril 1887.

### François Claude Chapuis
François Claude Chapuis est né le 17 juin 1799 à Fribourg en Suisse,.
Engagé volontaire au 1er régiment d'infanterie de la garde royale le 4 octobre 1816, il est caporal le 24 juillet 1819, puis sergent au 50e de ligne, le 5 décembre 1822, sergent- major le 1er avril 1823, avant de passer à la compagnie de Croy des garde du corps du roi le 14 juin 1829.
 Licencié le 25 août 1830, il est nommé sous-lieutenant au 6e de ligne le 31 décembre de la même année, il passe au 57e RI le 5 mars 1831, avec lequel il participe à l'expédition de Morée durant laquelle il est nommé lieutenant le 29 août 1832 et fait chevalier de l'ordre grec du Sauveur. Rentré en France le 27 mars 1833, il passe au bataillon de tirailleurs d'Afrique le 8 novembre 1836, et envoyé en Algérie le 20 décembre de la même année. Mis en non-activité par licenciement le 9 mars 1838, il est, le 16 mars 1838, nommé capitaine adjudant major aux Zouaves, il est fait chevalier de la Légion d'honneur, le 24 août 1838 et passe au 9e de ligne le 21 décembre 1838, pour revenir aux Zouaves le 4 janvier 1842.
 Blessé d'un coup de baïonnette à la main droite le 30 mai 1844, au combat de Sidi-Azi, il est nommé chef de bataillon au 2e de ligne le 14 juillet 1844, puis lieutenant-colonel au 32e RI le 15 juillet 1848. Fait officier de la Légion d'honneur, le 15 avril 1846, il fait partie du corps expéditionnaire de la Méditerranée et quitte l'Afrique du Nord pour participer à l'expédition contre république romaine ou il est fait commandant de l'ordre pontifical de Saint-Grégoire-le-Grand. Revenu en France il est colonel du 3e régiment d'infanterie le 4 décembre 1850. 
Commandeur de la Légion d'honneur, le 12 décembre 1851, il est fait général de brigade le 1er janvier 1854, il commande, cette année-là, une brigade d'infanterie à l'armée de Paris et au 1er corps d'armée du camp du Nord. En 1855, il servit à l'armée de l'Est et à l'armée de Lyon et passe en Afrique le 1er avril 1856 pour y commander la subdivision de Médéa, le 28 août 1856. Grand officier de la Légion d'honneur, le 25 octobre 1857, il rentre en France le 1er mai 1858 et commanda successivement la subdivision de Loir-et-Cher le 2 août 1858, la 19e division militaire le 20 mai 1859, puis la 2e subdivision de la 8e division militaire le 10 juin 1859.
 Il meurt dans l'ancien 5e arrondissement de Paris le 19 juillet 1859.

### François Michel Brayer
François Michel Brayer est né le était le 28 septembre 1788 à Philippeville en Belgique.
Entré le 2 mars 1803 à la 103e demi-brigade de deuxième formation, il est successivement fourrier le 14 janvier 1805 et sergent le 1er avril 1806. Avec cette unité, il fait les campagnes des ans XI et XII à l'armée de Hanovre, celle de l'an XIV en Italie.
 Passé le 26 juillet 1806 au 2e régiment d'infanterie légère, il y est nommé sous-lieutenant le 27 janvier 1807, lieutenant le 7 février 1808, lieutenant adjudant major le 5 juillet 1808, capitaine adjudant major le 5 janvier 1810, et capitaine le 5 novembre 1811. Avec cette unité, il fait les campagnes de 1806 et 1807 en Prusse et en Pologne et celles de 1808 à 1812, en Espagne et en Portugal
 Le 18 mars 1813, il est promu chef de bataillon au 145e de ligne, avant de passer au 141e de ligne le 7 septembre suivant, et au 2e de ligne le 4 juin 1814. Avec ses unités il est affecté à la Grande Armée et participe en 1813 à la campagne de Saxe, en 1814 à la campagne de France et en 1815, à la campagne de Belgique. Il est fait -chevalier de la Légion d'honneur le 29 juillet 1814. 
Mis en demi-solde le 16 février 1816, il est, après la Révolution de Juillet, replacé comme chef de bataillon au 5e léger le 16 septembre 1830 puis promu lieutenant-colonel au 1er régiment d'infanterie le 21 juillet 1831, et nommé colonel du 3e régiment d'infanterie le 20 juin 1834. Il est fait officier de la Légion d'honneur le 19 juin 1831 et commandeur de la Légion d'honneur le 23 décembre 1847.
 
Il meurt le 9 janvier 1848 à Paris.

### Marie René Charles Marc Antoine d'Autane
Marie René Charles Marc Antoine d'Autane est né à Allos dans le département des Basses-Alpes le 14 avril 1787.
En décembre 1800, il entre dans l'armée de Condé, comme chasseur noble à pied dans la compagnie nº 11. Il est licencié le 29 mars 1801.

Il passe au service d'Italie, le 4 juillet 1806, en tant que vélite au régiment des vélites royaux, et est nommé caporal le 29 octobre de la même année, sergent le 1er mars 1807, avant d'être nommé sous-lieutenant au 4e régiment d'infanterie italien le 22 juin 1808, et fait les campagnes de 1806, 1807 et 1808, à l'armée de Dalmatie et celle de 1809 à l'armée d'Allemagne. Promu lieutenant le 30 juin 1810, il participe à la répression dans le Tyrol et devenu capitaine le 21 décembre 1811, il participe aux campagnes en Espagne jusqu'en 1812, en Saxe en 1813 et en Italie en 1814. Il est blessé de deux coups de feu à l'aisselle et à la jambe gauche le 23 août 1813, près de Berlin et est fait chevalier de l'ordre de la Couronne de fer le 24 octobre 1813.
Il est licencié du service d'Italie le 31 mai 1814 et, le 24 juin suivant, il est admis au service de France comme capitaine au 10e de ligne.
Royaliste sincère, il fait, aux Cents Jours, la campagne de 1815, dans le midi, avec les troupes du duc d'Angoulême. Le 2 avril 1815 au passage du pont de la Drôme, durant le combat de Loriol, il est grièvement blessé d'un coup de feu à la jambe gauche. Le duc d'Angoulême alla le voir à Montélimar, où il était soigné, et lui donna de sa propre main la croix de chevalier de Saint-Louis et, est fait chevalier de la Légion d'honneur le 17 mars 1815. Le 23 octobre 1815, il passe au 1er régiment de la garde royale, puis, breveté chef de bataillon dans la ligne le 30 octobre 1816, il est chef de bataillon au 7e RI le 30 mai 1821, puis chef de bataillon au 6e régiment d'infanterie de la Garde royale le 30 décembre 1822. Officier de la Légion d'honneur le 23 mai 1825 il est nommé lieutenant-colonel au 7e de ligne le 8 juin 1825, et colonel commandant du 3e régiment d'infanterie le 28 août 1827. 
Il meurt à Toulon le 27 janvier 1830 tué, accidentellement, par Joseph Bitterlin, sergent à la 1re compagnie de grenadiers de l'unité. Le 2e conseil de guerre permanent de la 8e division militaire, séant à Marseille le 27 février 1830, condamna Joseph Bitterlin à la peine de mort. Il est fusillé à Marseille le 20 mars 1830, à 6 heures du matin, sur l'esplanade de la Tourette.

### François Guillaume Lamoureux de La Genetière
François Guillaume Lamoureux de La Genetière est né à Paris le 1er septembre 1777.
Sous-lieutenant à la 6e demi-brigade d'infanterie légère et aide de camp du général de division La Genetière le 9 février 1796, il passe à la 77e demi-brigade de ligne de deuxième formation le 5 décembre 1798, et fait les campagnes des ans IV et V, en mer, sur les côtes de France et d'Amérique  et celles des ans VII et VIII à l'armée de l'Ouest.
Nommé lieutenant à la légion expéditionnaire de Saint-Domingue le 22 août 1800, et capitaine à l'état-major de Saint-Domingue le 20 février 1803. Revenu en France, il est mis à la disposition du Ministre le 17 décembre 1803, et est employé à l'état-major général du camp de Montreuil le 12 avril 1804
 Il fait les campagnes de 1805, de 1806 et de 1807 à la Grande Armée, celles de 1808 et du début de 1809 en Espagne, de la fin de 1809 de 1812 et de 1813 à la Grande Armée. Le 18 avril 1809, il passe capitaine aide de camp du général de division du Taillis puis chef de bataillon le 24 avril 1810, major en second au 64e régiment d'infanterie, le 14 juin 1813. Il est fait prisonnier de guerre à la capitulation de Dresde, le 11 novembre 1813 et mis en demi-solde à sa rentrée en France le 30 novembre 1814.
 En 1815, il sert à l'armée royale de l'Est, où il est nommé sous-chef d'état-major le 29 mai. Lieutenant-colonel de la légion de la Creuse le 17 octobre 1815, il passe au 6e régiment d'infanterie légère le 17 novembre 1820, et est nommé colonel du 3e régiment d'infanterie le 21 août 1823. Il prend sa retraite le 30 avril 1828 et meurt le 13 mai 1856 à Neuilly-sur-Seine à l'âge de 78 ans.

### Henri Jean Baptiste de Marguerye
Henri Jean Baptiste de Marguerye est né à Valognes dans le département de la Manche le 19 décembre 1783.
Entré dans la marine en qualité de novice le 11 août 1799, à l'âge de 16 ans, il est embarqué sur les vaisseaux l'« Entreprenant » et le « Duquesne », et congédié le 9 octobre 1800.
Engagé volontaire au 5e régiment de dragons le 16 décembre 1800, avec lequel il est au corps d'observation de la Gironde, il y est successivement brigadier (27 octobre 1801), maréchal des logis (21 mai 1802), et sous-lieutenant (27 février 1804). 
Le 7 juillet 1806, il passe au service de la Hollande comme lieutenant aide de camp du roi Louis, et est attaché à la cavalerie de la garde royale. Premier lieutenant à l'état-major général le 15 novembre 1806, il est capitaine le 22 novembre suivant, et est nommé lieutenant-colonel, le 24 août 1807. Passé dans la cavalerie de la garde royale le 2 décembre 1807, il devient major au 2e régiment de cuirassiers le 17 décembre 1807, puis son colonel le 3 avril 1809. Il rentre de nouveau à l'état-major général le 12 mai 1810, puis le 6 août 1810, il passe au service de la France comme colonel provisoire et prend le commandement du 1er régiment de chasseurs à pied devenu 33e régiment d'infanterie légère.
Admis définitivement au service de la France le 23 décembre 1810, il est confirmé dans son emploi le 20 juillet 1811, et, pendant la campagne de Russie, il est grièvement blessé (un coup de feu à la joue droite, une contusion à la poitrine, et de deux coups de sabre au bas-ventre et à la cuisse gauche) et fait prisonnier de guerre à Krasnoï le 17 novembre 1812.
 Rentré le 23 juillet 1814, il est nommé, le 4 octobre suivant, colonel du 80e de ligne et fait chevalier de la Légion d'honneur le 24 octobre 1814. Il est ensuite employé à l'état-major du lieutenant-général Gazan, commandant en chef de la défense de la Somme, le 29 mai 1815.
 Lors de la Seconde Restauration, il est nommé colonel de la légion du Tarn le 16 août 1815, et fait chevalier de Saint-Louis le 22 novembre 1815. Devenu colonel à la légion de l'Aveyron le 31 mars 1819, il est fait officier de la Légion d'honneur le 24 août 1820, et est nommé colonel du 3e régiment d'infanterie le 27 novembre 1820.
Devenu maréchal de camp le 25 avril 1821, il commande une brigade de la 2º division du 1er corps de l'armée des Pyrénées, le 12 février 1823, et fait la campagne d'Espagne a l'issue de laquelle il est fait, le 12 avril 1823 commandeur de la Légion d'honneur.
Il est inspecteur général d'infanterie en 1822, en 1825, en 1827 et en 1829,et meurt à Metz le 21 mai 1841.

### Jean François Emmanuel Colomb-d'Arcine
Jean François Emmanuel Colomb-d'Arcine est né le 15 octobre 1784 au château du Sougey à Arbusigny en Haute-Savoie.
Engagé volontaire au 23e de ligne le 14 octobre 1803, il est maréchal des logis au 23e dragons le 23 novembre 1804. Élève de l'École spéciale militaire le 15 novembre 1805, il est caporal le 24 mai 1806 puis sous-lieutenant au 4e de ligne le 23 septembre 1806, lieutenant le 20 février 1809, adjudant- major le 27 février 1810, chef de bataillon le 18 octobre 1812 et major le 5 avril 1814. Durant ces campagnes, il est blessé le 6 juillet 1809 à Wagram (il reçoit la Légion d'honneur le 23 juillet 1809), le 7 septembre 1812 à la Moskowa, le 19 novembre 1812 à Krasnoï, le 16 octobre 1813, (il est fait officier de la Légion d'honneur le 20 novembre 1813), à Wachau, et le 1er février 1814 à la Rothière.
Fait chevalier de saint Louis le 3 novembre 1814, il est mis en non-activité le 19 septembre 1814, et placé à la suite du 4e de ligne le 17 novembre 1814 et destitué le 25 mars 1815.
À la seconde Restauration, il est lieutenant-colonel au 3e régiment d'infanterie de la garde royale le 23 octobre 1815 puis il est promu au rang de colonel dans la ligne le 5 avril 1818 et devient colonel de la légion de l'Yonne le 13 janvier 1819 puis colonel de la légion de l'Allier le 14 avril 1819, et colonel du 6e de ligne le 17 novembre 1820.
Passé colonel au 2e régiment d'infanterie de la garde royale le 3 novembre 1823, il participe à l'expédition d'Espagne et à son issue il est fait commandeur de la Légion d'honneur et chevalier de l'ordre de Saint-Ferdinand d'Espagne. 
Il est maréchal de camp disponible le 29 octobre 1828 et commandant de la 3e brigade d'infanterie de la 2e division de l'armée d'Afrique le 21 février 1830. 
Admis au traitement de réforme le 30 septembre 1830 , il est démissionnaire le 28 janvier 1831 et meurt le 26 novembre 1865 au château de Magny à Reignier en Haute-Savoie.

### Jean Muller
Fils de Jean Muller et de Catherine Marguerite Bettmann, Jean Muller est né le 27 janvier 1771 à Strasbourg.
Sous-lieutenant au 3e bataillon de volontaires du Bas-Rhin le 1er août 1792 à l'armée du Rhin, il est lieutenant de la compagnie d'artillerie du même bataillon le 5 décembre 1793 et qui deviendra en 1795, par amalgame, la 177e demi-brigade de première formation et en 1796, par un second amalgame, la 102e demi-brigade de deuxième formation. Il se trouve donc affecté tour à tour avec son unité à l'armée de la Moselle (1793-1794), à l'armée de Sambre-et-Meuse (1794, 1795, 1796, 1797), à l'armée d'Allemagne (1798), à l'armée du Danube (1799) et celle d'Helvétie (1800).
 Promu capitaine au 102e de ligne le 24 septembre 1803 il participe à la campagne d'Italie en 1805 et à l'invasion de Naples de 1806 à 1808. Devenu chef de bataillon le 9 juin 1809, il a un cheval tué sous lui à la bataille de Wagram, le 6 juillet 1809 et est fait chevalier de la Légion d'honneur le 17 juillet 1809. 
Devenu major au régiment d'Illyrie le 2 mars 1811 il en est nommé colonel le 1er août 1813 et participe aux campagnes de Russie et d'Allemagne en 1812 et 1813. 
Après la dissolution de ce régiment il passe colonel au 52e de ligne le 28 janvier 1814 et est fait chevalier de Saint-Louis le 7 octobre 1814.
Fait officier de la Légion d'honneur le 17 mars 1815, il offre sa démission, qui n'est pas acceptée, mais est admis à la retraite par décret du 8 mai 1815. Il est nommé colonel de la légion de l'Allier le 7 septembre 1815, et, retraité le 14 avril 1819, il est rayé des contrôles le 1er mai 1819. 
Il meurt le 16 février 1834.

### Hubert Vautrin
Hubert Vautrin est né à Lunéville, alors département de la Meurthe le 8 octobre 1764.
Le 27 juillet 1792, il entre comme volontaire dans une compagnie formée à Lunéville. Adjudant sous-officier au 9e bataillon de volontaires de la Meurthe le 14 août, il est nommé sous-lieutenant le 5 novembre 1792, puis lieutenant à la 60e demi-brigade de première formation le 14 mai 1797. Durant la période de 1792 à 1801, il participe au divers campagnes aux armées du Rhin, du Nord, de la Moselle et de Sambre-et-Meuse puis il est employé dans la 2e division militaire, du 23 septembre 1801 au 4 septembre 1805.

Il entre dans la garde impériale le 14 septembre 1805, est fait chevalier de la Légion d'honneur le 4 mars 1806 et chef d'escadron aide de camp de la garde impériale le 16 février 1807. Durant les campagnes de 1805, de 1806 et 1807, il est rattaché à la Grande Armée puis en 1808 il se trouve en Espagne.

Le 14 juin 1809, il est nommé chef de bataillon au 1er régiment de tirailleurs de la Garde impériale avec lequel il participe aux campagnes de 1809 en Autriche, de 1810 et 1811 en Espagne et celle de 1812 en Russie à l'issue de laquelle il est fait officier de la Légion d'honneur le 5 mai 1812. Il passe ensuite au 2e régiment de grenadiers à pied de la Garde impériale le 20 février 1813, avec lequel il participe à la campagne de 1813 en Saxe. Il est fait baron d'Empire le 6 août 1813, et devient colonel du 11e régiment de tirailleurs de la Garde impériale le 8 août 1813. Nommé colonel du 3e régiment d'infanterie le 14 octobre 1814, il participe avec cette unité à la campagne de France de 1814 puis à la campagne de Belgique en 1815 ou il se signale, le 18 juin à la bataille de Waterloo durant laquelle il est blessé d'un coup de boulet à la jambe gauche, qui lui a été amputée.

Licencié le 30 septembre 1815, le colonel Vautrin est admis à la retraite. Il avait reçu de l'Empereur une dotation de 2 000 francs en Westphalie. Il meurt le 2 janvier 1836 à Verdun.